# كورت أندرسن (عسكري)
كورت أندرسن (بالألمانية: Kurt Andersen)‏ هو عسكري ألماني، ولد في 2 أكتوبر 1898 في زالتسغيتر في ألمانيا، وتوفي في 9 يناير 2003 في بون في ألمانيا.